# Caillardia springatei
Caillardia springatei (лат.) — вид полужесткокрылых насекомых-листоблошек рода Caillardia из семейства Aphalaridae. Эндемик Израиля.

## Распространение
Палеарктика: Израиль (Central Negev, Arava Valley).

## Описание
Мелкие листоблошковые насекомые (около 2 мм) с прыгательными задними ногами. Ширина головы 0,70—0,75 мм; длина переднего крыла 1,72—2,1 мм. Основная окраска беловато-оранжевая.
Питаются соками растений. Вид был впервые описан в 2017 году швейцарскими энтомологами Malkie Spodek и Daniel Burckhardt (Naturhistorisches Museum, Базель, Швейцария). Вид близок к Caillardia maroccana Loginova. Видовое название дано в честь британского энтомолога Neil D. Springate (Великобритания), собравшего типовую серию.